# ممرض ممارس
 ممرض ممارس  أو الممرضة الممارسة هي التي أكملت على مستوى الدراسات العليا والتعليم (إما الماجستير أو شهادة الدكتوراه) والتدريب في مجال التشخيص والإدارة فضلا عن الحالات الطبية المعقدة. للحصول على ترخيص الممارسة، تمنح الممرضة المتخصصة شهادة وطنية في مجال التخصص (الأسرة، طب الأطفال، رعاية الكبار...)، يكون الترخيص من خلال مجالس التمريض فضلاً عن المجالس الطبية. الممرضة المتخصصة توفر مجموعة واسعة من خدمات الرعاية الصحية، يجب أن يكون لها قبول واسع عند المرضى ومن قبل الجمهور.
تتعامل الممرضة على حد سواء مع الحالات البدنية والعقلية عن طريق تسجيل تاريخ الحالة، الفحوصات البدنية والعلاج الطبيعي، الاختبارات والعلاجات، وترتيب المرضى ضمن نطاقها من الناحية العملية. من الممكن للممرضة الممارسة تقديم الخدمة الصحية الأولية للمريض، وأن ترى المرضى من جميع الأعمار اعتمادا على النطاق المحدد لها من الناحية العملية.
في الولايات المتحدة، يرخص للممرضة الممارسة من قبل الدولة والولاية التي تعمل بها وتحصل على شهادة المجلس الوطني (عادة من خلال مركز تصديق الممرضات الأمريكية، الأكاديمية الأمريكية لأخصائي التمريض أو مؤسسة الوطنية). يمكن تدريب الممرضة المتخصصة ومنحها شهادة وطنية في مجالات (تمريض الأسرة)، طب الأطفال، بما في ذلك الأطفال الحاد/المزمن، الرعاية والعناية المركزة للأطفال، علم الأورام وطب الأطفال العام، حديثي الولادة، علم الشيخوخة، صحة المرأة، الطب النفسي والصحة العقلية، الرعاية الصحية، صحة الكبار، علم الأورام، طب الطوارئ، الصحة المهنية، الخ.

## نطاق الممارسة
في الولايات المتحدة، لأن هذه المهنة تخضع لإشراف الدولة، تختلف الرعاية المقدمة على نطاق واسع. في كثير من الولايات، يعمل الممرض الممارس بشكل مستقل عن الأطباء، بينما، في ولايات أخرى، يجب التعاون بينه وبين الطبيب من أجل الممارسة. يصل مدى هذا الاتفاق التعاوني إلى دور وواجبات والمهام والعلاجات الطبية، الوصفات الدوائية، إلخ. يتيح ذلك للممرض أداء مهامة على صورة واسعة النطاق قد تختلف من منطقة لأخرى حسب الترخيص الممنوح من الولاية. في الولايات التي تشترط تعاون الممرضة مع الطبيب، لا يوجد أي دليل على أن مثل هذه التشريعات تكون في صالح إما سلامة المريض أو نتائج صحية إيجابية؛  لهذا السبب هناك زخم متزايد لإزالة هذا النوع من الحواجز التي تحول دون الممارسة الحرة للممرض الممارس.
دائما ما تحتوى وظيفة الممارس على الآتى:
- تشخيص وعلاج وتقييم وإدارة الأمراض المزمنة والأمراض الحادة (مثل السكر وارتفاع ضغط الدم)
- الحصول على التاريخ الطبي وإجراء الفحوصات الطبية
- الطلب والأداء، وتفسير الدراسات التشخيصية (مثل الفحوصات المخبرية الروتينية والعظام والأشعة السينية، رسم القلب)
- وصف العلاج الطبيعي وعلاجات إعادة التأهيل الأخرى
- وصف الأدوية للأمراض الحادة والمزمنة (يتوقف ذلك على مدى سلطة الممرضة داخل الولاية أو الدولة)
- توفير الرعاية قبل الولادة وخدمات تنظيم الأسرة
- توفير رعاية الطفل بشكل جيد، بما في ذلك الفحص والتحصينات
- توفير التعليم الابتدائي والرعاية المتخصصة وخدمات الرعاية الصحية، رعاية الكبار، بما في ذلك الفحوصات الطبية السنوية
- توفير الرعاية للمرضى في أماكن الرعاية الحادة والحاسمة
- مساعدة في العمليات الجراحية البسيطة والإجراءات (مع المزيد من التدريب وعادة تحت إشراف) (على سبيل المثال، الخزعات الجلدية والخياطة)
- تقديم المشورة وتثقيف المرضى على السلوكيات الصحية، ورعاية المهارات الذاتية، وخيارات العلاج

## ضبط الممارسة
تمارس الممرضة في جميع الولايات والبلدان وقد تشمل المؤسسات التي يعملون فيها ما يلي:
- المراكز الصحية، العيادات ومراكز الرعاية العاجلة
- إدارات الصحة
- منظمات المحافظة على الصحة (صناديق المرضى)
- وكالات الرعاية الصحية
- المستشفيات
- المصحات النفسية
- مكاتب التمريض
- التمريض المنزلي
- القطاع الخاص، المدارس العامة، الجامعات والكليات
- العيادات الخاصة
- الإدارات والمنشأت الإدارية
- العيادات الخارجية

## التعليم، منح التراخيص ومجلس الاعتماد
حتى تستحق الترخيص، يجب أن تستكمل الممرضة التدريب اللازم، ثم الانتقال إلى إكمال برنامج الدراسات العليا (وبعضها يتطلب أيضا إقامة إضافية)، بعد ذلك يجب اجتياز شهادة المجلس الوطني في مجال التخصص. في البداية، يجب على الممرضة إكمال البكالوريوس في علوم التمريض ودخول البرامج المختلفة التي قد تمنح درجة البكالوريوس في حين إستكمال متطلبات لدرجة الماجستير.
في حين لا يشمل لكل ولاية لغة محددة لدرجة الماجستير، فإن غالبية الدول تتطلب فيها الحصول على درجة الماجستير أو شهادة ما بعد الماجستير أو درجة الدكتوراه. الجدير بالذكر أن البرامج التي تقدم الآن للتمريض هي الماجستير، الدراسات العليا وشهادة الدكتوراة.
الخطة الحالية هو أن كل ممرضة ممارسة متقدمة سيتطلب منها شهادة الدكتوراه في ممارسة التمريض بحلول عام 2015.
أخيرا، فإن جميع الدول تحتاج إلى شهادة المجلس الوطني للممرضين الممارسين قبل السماح لهم بالممارسة، وتتطلب أكبر جهتين مانحتين لشهادات التمريض، مركز توثيق الممرضات الأمريكية (ANCC) والأكاديمية الأمريكية لأخصائي التمريض (AANP)، أن يكون المتقدمين للحصول على الشهادات من الحاصلين على درجة الماجستير، أو شهادة ما بعد الماجستير، أو درجة الدكتوراه ليكون مؤهلا لاختبار للحصول على الشهادات.
نتيجة لتاريخ هذا المجال، فإن المجالات التعليمية للتمريض لها أفرع كثيرة. تم إنشاء أول برنامج ممرض ممارس من قبل لوريتا فورد، دكتور في الطب، في عام 1965 في جامعة كولوراد. ليكون برنامجاً يعطى شهادة غير أكاديمية. هذا البرنامج قد أعطى الممرضين ذوى الخبرة بعض الأدوار التمريضية المتقدمة وتمريض الممارسين للأطفال. في أواخر 1960s حتى 1970s، واصلت توقعات نقص الأطباء فيما تلى نقص التمويل والحضور في مختلف الشهادات والبرامج الخاصة بالتمريض. مع حلول الثمانينات، تم تحويل برامج التمريض إلى برامج على مستوى الدراسات العليا ودرجة الماجستير. بعد ذلك بدأت المنظمات الوطنية والمجالس على طلب درجة الماجستير للممارسة التمريض الممارس. عامةً، فمع مرور الوقت أصبحت مزاولة مهنة التمريض نتيجة لدراسة أكاديمية، مع حلول عام 2015 سيكون من اللازم للممرض الممارس أن يكون مدربا على مستوى الدكتوراة في مجال التمريض الممارس.
بعد الانتهاء من برنامج التعليم، سيتم ترخيص الممرض الممارس من داخل الولاية التي سيزاول بها مهنته. وتقوم مجالس الدولة بتنظيم المعايير الخاصة بالحصول على التراخيص والشهادات لكل ولاية بصفة عامة، تلك المعايير تشمل الانتهاء من درجة جامعية في التمريض وشهادة المجلس من قبل هيئة اعتماد (ANCC ،AANP). فترة الترخيص تختلف من دولة إلى أخرى، بعضها يتطلب إعادة الترخيص مرة كل سنتين، والبعض الآخر يتطلب إعادتها مرة كل ثلاث سنوات.
ويمكن متابعة تلك المصادر من خلال العديد من المنظمات، بما في ذلك ما يلي:
- الرابطة الأمريكية لممرضات العناية الحرجة
- الجمعية الأميركية للتمريض النفسي
- مجلس شهادات تمريض الطوارئ
- شهادة تمريض الأطفال
- المؤسسة الوطنية لأمراض النساء والتوليد وتخصصات التمريض للمواليد الجدد
- شركة شهادة التمريض في علم الأورام

## دور في الطب
يتنوع دور الممرضة الممارسة جداً. يتم تعليم الممرضة المتخصصة في إطار نموذج تمريض الذي يسعى لتوفير الرعاية الوقائية من خلال إشراك الفرد فهو المسؤول الرئيسي في الرعاية وخطوات العلاج. تحفظ الممرضة الممارسة تاريخ المريض ويتم عرضه مع المريض وذلك للاتفاق على العلاج الطبي وما يترتب عليه من نتائج صحية مثلى. تتعامل الممرضة في كثير من الأحيان مع بعض من الأفراد داخل الأسرة أو المجتمع وذلك للأخذ في الاعتبار بالدوافع الثقافية والنفسية للمريض، مما يؤثر على العلاجات والتوصيات بصورة ملحوظة. تعمل الممرضة بشكل مستقل جدا في المناطق الريفية وإدارات المراكز الصحية الأولية، لتوفير الرعاية الصحية الحرجة للمجتمعات الضعيفة في كل من المناطق الريفية والمحرومة من البيئات الحضرية. أما في المجتمعات الأكثر ثراء، قد تعمل بشكل تعاوني ضمن فريق الرعاية الصحية كمقدم للرعاية الصحية الحرجة في طائفة واسعة من التخصصات الطبية.

## وثائق التفويض
يتم الترخيص للمرضات على حسب الولاية أو البلد، وتشمل هذه الوثائق:
- ممرض مسجل RN
- شهادة ممرض ممارس، مصدقا عليها من AANP
- شهادة APRN-BC (ممرضة مسجلة متقدمة—تمنح من المجلس الأعلى؛ لم تعد تقدم، مع استبدال أوراق اعتماد التخصص من قبل ANCC )
- ARNP (ممرض ممارس متقدم مسجل)
- ACNPC (ممرض ممارس معتمد - العناية المركزة)
- CNP (شهادة ممرض ممارس)
- CPNP (شهادة ممرض ممارس طب الأطفال، مصدقة من مجلس تمريض الأطفال PNCB)
- CPNP-PC (شهادة ممرض ممارس طب الأطفال—الرعاية الصحية الأولية، مصدقا عليها من PNCB )
- CPNP-AC (شهادة ممرض ممارس طب الأطفال—العناية المركزة، مصدقا عليها من PNCB )
- CRNP (ممرض ممارس معتمد مسجل، تستخدم في المقام الأول في ولاية بنسلفانيا  وألاباما )
- MSN (ماجستير العلوم في التمريض)
- MN (ماجستير في التمريض)
- ماجستير (ماجستير في التمريض)
- PMC (في مرحلة ما بعد شهادة الماجستير)
- CAS (شهادة الدراسات العليا)
- DNSc (دكتوراه في علوم التمريض، أي ما يعادل شهادة الدكتوراه، فإن معظم برامج DNSc يتم تحويلها الآن إلى برامج دكتوراه)
- دكتوراه الفلسفة (دكتوراه)
- DNP (دكتوراه في ممارسة التمريض، درجة المهنية لممرض الممارس)
- FAAN (زميل في الأكاديمية الأميركية للتمريض AAN)
- FAANP (زميل الأكاديمية الأمريكية لأخصائي التمريض AANP)
- (RN(EP ممرضة مسجلة—الممارسة الموسعة، مانيتوبا، كندا
- (RN(NP (ممرض مسجل—ممرض ممارس، ساسكاتشيوان، كندا)

### التخصصات
- ACNP (العناية المركزة)
- ANP (تمريض الكبار)
برامج متخصصة: (تمريض الكبار، رعاية القلب والأوعية الدموية، الرعاية الأولية للكبار، العناية المركزة  وتمريض الرعاية الصحية الشديدة )
- ENP (حالات الطوارئ)
- FNP (الأسرة)
- GNP (الشيخوخة)
- HNP(أمراض الكلى )
- NNP المواليد الجدد
- PMHNP (الطب النفسي)
- APMHNP (الطب النفسي للكبار)
- FPMHNP (الطب النفسي للأسرة/للصحة النفسية)
- OHNP (الصحة المهنية)
- ONP (الأورام)
- AONP (أورام الكبار والبالغين)
- PONP (أورام الأطفال)
- PCNP (العناية التلطيفية )
- PNP (تمريض الأطفال)
- PCCNP (العناية المركزة للأطفال)
- ACPNP (الرعاية الصحية الشديدة للأطفال)
- PA/CCNP (طب الأطفال المزمن الحاد )
- WHNP (صحة المرأة)
- BC-PCM (شهادة البورد—العناية التلطيفية، أوقفت من قبل ANCC)
- BC-ADM (شهادة البورد—إدارة متقدمة للسكر)
- ACHPN (دار العجزة)
- "C-" و"BC-" تشير إلى «Certified مرخص» و«Board Certified شهادة من المجلس معتمد» من قبل المنظمة الوطنية مثل ANCC أو AANP

## وصلات خارجية
- ENP Network
- الأكاديمية الأمريكية لإخصائي التمريض (AANP)
- الكلية الأمريكية لإخصائي التمريض (ACNP)
- المجلة الأمريكية للممارسي التمريض  (AJNP)
- المنظمة الوطنية لكليات ممارسة التمريض (NONPF)
- مجلة ممارسي التمريض
- المجلة الأمريكية للرعاية الصحية الأولية
- مركز التمريض
- مركز التمريض
- NPACE -- مركز التمريض المساعد - التعليم المستمر
- الرابطة الأسترالية للتمريض (ANPA)
- {0جمعية ممرضي جنوب أستراليا{/0} (SANPA)
- أخبار العالم: التمريض  (NPWN)
- NPCanada.ca (ممارسي التمريض الكندية)
- ممرض ممارس جمعية مانيتوبا (NPAM)
- تقرير بيرسون
- تنظيم الممارسة للمرضين الممارسين
- مبادرة ممارسة التمريض الكندية CNPI)
- مجلس شهادة تمريض الأطقال (PNCB)
- مجلة الرعاية الصحية للعاملين في تمريض المرأة (WHCJ)
- معايير AANP لممارسة التمريض في العيادات القائمة بالتجزئة